# Richard D. James Album
Richard D. James Album é o quarto álbum de estúdio auto-intitulado do músico eletrônico irlandês-britânico Richard D. James, sob o pseudônimo Aphex Twin. No Reino Unido, o álbum foi lançado em 4 de novembro de 1996 pela Warp Records. Nos Estados Unidos, foi lançado em 28 de janeiro de 1997 pela Sire Records, com o EP Girl/Boy incluído como faixas bônus. Uma reedição em vinil foi lançada em 18 de setembro de 2012.
Richard D. James Album foi composto por James em seu computador Macintosh e levou mais tempo para ser concluído do que seus esforços anteriores. O álbum apresenta batidas quebradas mais rápidas e programação de bateria intricada, influenciadas pelo jungle e drum and bass, combinadas com arranjos exuberantes de cordas, assinaturas de tempo instáveis e melodias lentas e ambiente, reminiscentes do trabalho anterior de James, além de vocais modulados por James.
Richard D. James Album teve menos sucesso no Reino Unido do que os dois álbuns anteriores de James, Selected Ambient Works Volume II (1994) e ...I Care Because You Do (1995). No entanto, o álbum ainda entrou nas paradas do Reino Unido, atingindo o pico de número 62 na UK Albums Chart por uma semana. Também alcançou o número 20 na lista Top Heatseekers dos EUA, sendo o primeiro de James a fazê-lo. O álbum recebeu aclamação da crítica musical, e a NME o listou como o 20º melhor álbum do ano.

## Faixas
Todas as faixas são creditadas como sendo escritas e produzidas por "Me (Eu, em tradução livre)" (Richard D. James). 
Versão física (Reino Unido)e nas versões digitais do álbum:
| N.º            | Título                     | Duração |  |
| 1.             | "4"                        | 3:37    |  |
| 2.             | "Cornish Acid"             | 2:14    |  |
| 3.             | "Peek 824545201"           | 3:05    |  |
| 4.             | "Fingerbib"                | 3:48    |  |
| 5.             | "Carn Marth"               | 2:33    |  |
| 6.             | "To Cure a Weakling Child" | 4:03    |  |
| 7.             | "Goon Gumpas"              | 2:02    |  |
| 8.             | "Yellow Calx"              | 3:04    |  |
| 9.             | "Girl/Boy Song (NLS mix)"  | 4:52    |  |
| 10.            | "Logan Rock Witch"         | 3:33    |  |
| Duração total: | Duração total:             | 32:51   |  |